# Graphania antipoda
Graphania antipoda là một loài bướm đêm trong họ Noctuidae.